# Hippodamas (Sohn des Acheloos)
Hippodamas (altgriechisch Ἱπποδάμας Hippodámas) ist in der griechischen Mythologie einer der Söhne des Acheloos und der Perimede, der Tochter des Aiolos. Sein Bruder war Orestes.
Hippodamas war der Vater der Euryte, die dem Porthaon, König von Pleuron und Kalydon, den Oineus und die Sterope – in der Bibliotheke des Apollodor Mutter der Sirenen – gebar.